# 11156 Al-Khwarismi
11156 Al-Khwarismi este o planetă minoră (asteroid), cu un diametru de 4,743 km, din centura de asteroizi. A fost descoperită pe 31 decembrie 1997 la Prescott Observatory⁠(d) de Paul G. Comba⁠(d) și a fost numită după Al-Khwarizmi. 
Obiectul prezintă o orbită caracterizată de o semiaxă mare de 2,8934601 UAi, o excentricitate de 0,08, o înclinație de 1,13499 ° în raport cu ecliptica.